# 夹马营站
夹马营站是洛阳轨道交通1号线的地铁车站，位于中华人民共和国河南省洛阳市瀍河回族区中州东路与华林路交叉口，于2021年3月28日开通。

## 车站结构
夹马营站位于中州东路与华林路交叉口，沿中州东路设置，呈东西走向，为地下二层岛式站台车站，车站长216米，标准段宽19.7米，车站地下一层为站厅层，地下二层为站台层，站台设置全高站台门。
| 地面              | 出入口 | B、C、D出入口                                                                                             |
| 地下一层          | 站厅   | 客服中心、自动售票机、验票机                                                                              |
| 地下二层          | 站台   | \| \| \| █ 1号线往红山（洛邑古城） \| \| 島式 · 開左邊车门 \| \| \| \| \| \| █ 1号线往杨湾（启明南路） \| |
|                   |        | █ 1号线往红山（洛邑古城）                                                                                 |
| 島式 · 開左邊车门 |        | |
|                   |        | █ 1号线往杨湾（启明南路）                                                                                 |

## 出入口
夹马营站目前开放3个出入口，各出口及周围设施如下所示：
| 出口编号            | 照片 | 地点                         | 可到达目的地                       |
| ------------------- | ---- | ---------------------------- | ---------------------------------- |
| B · 出口            |      | 中州东路（南），华林路（西） | 东城水郡                           |
| C · 出口            |      | 中州东路（北），团结街（东） | 洛阳市东关小学，洛阳市第一人民医院 |
| D · 出口 · （设有） |      | 中州东路（北）               | 共和小区，高管局家属院             |
| 图例： 设有         |      |                              |                                    |

## 接驳交通

### 公交车
- 中州东路夹马营路口：9路，16路，19路，41路，42路，56路，58路，86路，86路区间，90路，V18路，夜9路
- 华林路中州东路口：16路

## 历史
本站工程名与正式站名均为夹马营站，以车站所处的夹马营社区命名。
- 2018年12月25日，车站主体结构封顶[4]。
- 2021年3月28日，车站随1号线通车开通[1]。